# NEC車いすテニスマスターズ
車いすテニスマスターズ（英語: Wheelchair Tennis Masters）は車いすテニスの世界選手権に相当する競技会で、ITF車いすテニスツアーの締めくくりとして開催される。全米オープン終了時の世界ランキングでトップ8に入っている男子シングルスおよび女子シングルス選手が出場できる。1994年に始まり、当初はオランダのアイントホーフェン、2000年からはアメルスフォールト、2006年以降はアムステルダムで開かれていた。2011年から2012年は、ベルギーのメヘレン、2013年は、アメリカのミッションビエホに移動し、2014年から2016年までは、イギリスのロンドンで開催される予定。2005年から大会のグレードがマスターズに格付けされている。

## 歴代優勝者

### 男子シングルス
- 1994年 - ランディ・スノー（アメリカ）
- 1995年 - ローラン・ジャマルティーニ（フランス）
- 1996年 - スティーブン・ウェルチ（アメリカ）
- 1997年 - カイ・シュラマイヤー（ドイツ）
- 1998年 - リッキー・モリール（オランダ）
- 1999年 - ロビン・アマラーン（オランダ）
- 2000年 - ロビン・アマラーン（オランダ）
- 2001年 - リッキー・モリール（オランダ）
- 2002年 - デビッド・ホール（オーストラリア）
- 2003年 - ロビン・アマラーン（オランダ）
- 2004年 - デビッド・ホール（オーストラリア）
- 2005年 - ロビン・アマラーン（オランダ）
- 2006年 - ロビン・アマラーン（オランダ）
- 2007年 - ロビン・アマラーン（オランダ）
- 2008年 - ステファン・オルソン（スウェーデン）
- 2009年 - マイケル・シェファース（オランダ）
- 2010年 - ステファン・オルソン（スウェーデン）
- 2011年 - ステファン・ウデ（フランス）
- 2012年 - 国枝慎吾（日本）
- 2013年 - 国枝慎吾（日本）
- 2014年 - 国枝慎吾（日本）
- 2015年 - ジョーチム・ジェラード（ベルギー）
- 2016年 - ジョーチム・ジェラード（ベルギー）
- 2017年 - アルフィー・ヒューイット（イギリス）
- 2018年 - ジョーチム・ジェラード（ベルギー）
- 2019年 - ジョーチム・ジェラード（ベルギー）
- 2021年 - アルフィー・ヒューイット（イギリス）
- 2022年 - 小田凱人（日本）

### 女子シングルス
- 1994年 - モニーク・カルクマン（オランダ）
- 1995年 - モニーク・カルクマン（オランダ）
- 1996年 - シャンタル・ファンディレンドンク（オランダ）
- 1997年 - マーイケ・スミット（オランダ）
- 1998年 - エステル・フェルヘール（オランダ）
- 1999年 - エステル・フェルヘール（オランダ）
- 2000年 - エステル・フェルヘール（オランダ）
- 2001年 - エステル・フェルヘール（オランダ）
- 2002年 - エステル・フェルヘール（オランダ）
- 2003年 - エステル・フェルヘール（オランダ）
- 2004年 - エステル・フェルヘール（オランダ）
- 2005年 - エステル・フェルヘール（オランダ）
- 2006年 - エステル・フェルヘール（オランダ）
- 2007年 - エステル・フェルヘール（オランダ）
- 2008年 - エステル・フェルヘール（オランダ）
- 2009年 - エステル・フェルヘール（オランダ）
- 2010年 - エステル・フェルヘール（オランダ）
- 2011年 - エステル・フェルヘール（オランダ）
- 2012年 - イスケ・フリフィウン（オランダ）
- 2013年 - 上地結衣（日本）
- 2014年 - アニーク・バンクート（オランダ）
- 2015年 - イスケ・フリフィウン（オランダ）
- 2016年 - イスケ・フリフィウン（オランダ）
- 2017年 - ディーダ・デ グロート（オランダ）
- 2018年 - ディーダ・デ グロート（オランダ）
- 2019年 - ディーダ・デ グロート（オランダ）

### クァードシングルス
- 2004年 - デビッド・ワグナー（アメリカ）
- 2005年 - デビッド・ワグナー（アメリカ）
- 2006年 - ピーター・ノーフォーク（イギリス）
- 2007年 - デビッド・ワグナー（アメリカ）
- 2008年 - デビッド・ワグナー（アメリカ）
- 2009年 - ピーター・ノーフォーク（イギリス）
- 2010年 - ピーター・ノーフォーク（イギリス）
- 2011年 - ノーム・ガーシェニー（イスラエル）
- 2012年 - デビッド・ワグナー（アメリカ）
- 2013年 - デビッド・ワグナー（アメリカ）
- 2014年 - デビッド・ワグナー（アメリカ）
- 2015年 - デビッド・ワグナー（アメリカ）
- 2016年 - デビッド・ワグナー（アメリカ）
- 2017年 - デビッド・ワグナー（アメリカ）
- 2018年 - ディラン・オルコット（オーストラリア）
- 2019年 - デビッド・ワグナー（アメリカ）

## 註
1. ↑  “Olympic Park to stage NEC Wheelchair Tennis Masters” (英語).  国際テニス連盟 (2012年12月3日). 2014年7月14日閲覧。